# Однорукий боксёр
«Однорукий боксёр» (кит. трад. 獨臂拳王, упр. 独臂拳王, палл. Ду бэй цюань ван, англ. One Armed Boxer) — гонконгский художественный фильм 1972 года, в котором сценаристом, режиссёром и исполнителем главной роли выступил Джимми Ван Юй. Фильм рассказывает о мести молодого ученика школы боевых искусств, потерявшем руку в схватке.

## Сюжет
Юй Тяньлун, лучший ученик школы боевых искусств Чжэндэ, ввязывается в драку с местной бандой Крюка в ресторане, куда он пришёл пообедать со своими друзьями. Банда Крюка под предводительством Чжао занимается продажей опиума и является конкурентом школы Чжэндэ. В свою очередь, Чжэндэ принадлежит фабрика и кирпичный завод. Тяньлун одерживает победу как в ресторане, так и потом в драке в долине.
Избитые члены банды Крюка возвращаются к своему главе Чжао и рассказывают, что Тяньлун и другие ученики его школы избили их без причины. Кроме того, Чжао врут, говоря, что Тяньлун выразил неуважение всей его школе. Это подталкивает Чжао к тому, чтобы отправиться в Чжэндэ и бросить вызов учителю Тяньлуна Хань Тую. Тем не менее, Хань Туй победил в бою Чжао.
Чжао хочет мести и поэтому нанимает мастеров из Шанхая. Эта группа состоит из двух экспертов по каратэ и их учителя, мастера дзюдо, таэквондо, тайских бойцов, эксперта по йоге и двух тибетских лам. С этими людьми Чжао убивает всех учеников школы Чжэндэ, включая Хань Туя, но Тяньлуну удаётся уйти после боя, в котором он теряет руку. Тяньлуна спасают и вылечивают старик и его дочь. Тяньлун клянётся отомстить.

## В ролях
| - Ван Юй — Юй Тяньлун - Тянь Е — учитель Чжао Лулу - Тан Синь — Лян Сяоюй - Лун Фэй — Таро Нитани, мастер карате с Окинавы - Ма Цзи — учитель Хань Туй - Лэй Цзюнь — Ма Удао - Сюэ Хань — Хун Ган - Цай Хун — Хасэгава, каратист со сломанной рукой - Се Син — ученик с трёхсекционным цепом - Су Чжэньпин — лама Цзо Лун - Шань Мао — тхэквондист Цзинь Цзиюн | - Ван Чанчи — казначей Мо - Кэ Юминь — Тянь Бао - Чэнь Шивэй — ученик Чэнь Доуцзы - Минь Минь — дядя Лян - Ван Юншэн — каратист Бань Тяньцин - У Дунцяо — дзюдоист Такахаси - Чжан Игуй — лама Цзо Ху - Гуань Хун — таец Железная Нога Най Цай - Блэкки Ко — таец Бронзовая Нога Ми Сао - Пань Чуньлинь — йог Мона Син - У Кэ — учитель Ли |

## Продолжение
За «Одноруким боксёром» последовал «Повелитель летающей гильотины» (1976), в котором Джимми Ван Юй также выступил режиссёром и повторил свою роль однорукого бойца Тяньлуна.